# Lolomaya
Lolomaya is een bestuurslaag in het regentschap Nias Selatan van de provincie Noord-Sumatra, Indonesië. Lolomaya telt 698 inwoners (volkstelling 2010).